# Bonaventura Aliotti
Bonaventura Aliotti O.F.M.Conv. (Palermo, 1640 ca. – Palermo, 1690 ca.) è stato un francescano, organista e compositore italiano attivo nella seconda metà del 1600.
Noto in vita come Padre Palermino Aliotti fu prolifico compositore di oratori e dialoghi, ben dodici composizioni delle quali solo quattro giunte integre e conservate presso la Biblioteca Estense universitaria di Modena, (Il trionfo della morte per il peccato d'Adamo, seconda copia datata 1685, Il Sansone e Santa Rosalia, entrambi datati 1688) e la Biblioteca dei Girolamini di Napoli (La morte di Sant'Antonio di Padova e Il trionfo della morte per il peccato d'Adamo, entrambi datati 1682); delle altre si conoscono solo i libretti.

## Biografia
Non si conoscono esattamente le date di nascita e di morte del compositore, il quale si formò nella città natale, tra il 1650 ed il 1670, nell'ambiente musicale efficiente e ben organizzato dei frati francescani minori conventuali, come allievo di Giovanni Battista Fasolo, anch'egli frate, organista e compositore molto stimato ed apprezzato a Palermo; e dell'allora maestro di cappella del Duomo di questa città, Bonaventura Rubino. Grazie a quest'ultimo Aliotti poté conoscere gli stili compositivi più moderni, impiegati nel repertorio musicale sacro. 
È questo, dunque, l'ambiente nel quale Aliotti coltivò la propria preparazione di musicista, in una città che vedeva in quegli anni l'inizio della diffusione del melodramma, genere nel quale si cimentò il compositore palermitano Vincenzo Amato facendo eseguire in questa città un primo esempio di melodramma composto in loco, L'Isaura, nel 1664.
Nel 1671 Aliotti lasciò Palermo per Padova, per ricoprire l'importante incarico di primo organista, e successivamente quello di vice-maestro, della cappella musicale della Basilica francescana di Sant'Antonio. Difatti non era infrequente per i musicisti appartenenti all'ordine dei francescani minori conventuali trasferirsi in centri geograficamente distanti tra loro. Questo spiega il perché si può parlare, per quell'epoca, di uno stile "panitaliano", ad indicare il fatto che da nord a sud lo stile compositivo del genere sacro tendeva ad essere piuttosto simile. 
Aliotti prestò servizio a Padova dal marzo 1671 all'ottobre 1674. In questa città, per le maggiori festività, si eseguiva musica sacra, impiegando ampi organici vocali e strumentali, come testimoniano alcune delle più grandiose celebrazioni liturgico-musicali organizzate proprio tra il 1673 ed il 1674; anni nei quali, accanto ad Aliotti, prestava servizio in qualità di vice-maestro ai concerti Carlo Pallavicino, sicuramente già noto ad Aliotti come autore di melodrammi.
Per quanto riguarda l'esperienza di Aliotti in campo compositivo va precisato che egli dovette confrontarsi a Padova con una situazione per alcuni aspetti diversa da quella della città natale. Infatti nel capoluogo siciliano, prima del 1670, vennero composti ed eseguiti un buon numero di oratori e di "dialoghi sacri", mentre l'attività musicale nel Veneto, a Venezia ed ancor più a Padova, vide sviluppare questi generi musicali solo verso la fine del secolo.
Nel giugno 1674 venne nominato un nuovo maestro di cappella e Pallavicino lasciò Padova per Venezia, di conseguenza Aliotti fu nominato vice-maestro di cappella, incarico che mantenne però fino all'ottobre dello stello anno, in quanto, spinto dal desiderio di inserirsi in ambienti musicali più stimolanti, decise di trasferirsi a Ferrara; giustificando la sua scelta con la considerazione che l'aria di Padova non era per lui salubre, decise comunque di andare a vivere in una città dal clima ancor meno confortevole.
A Ferrara Aliotti risulta attivo, ancora come organista, presso la chiesa della "Confraternita della Morte" (Oratorio dell'Annunziata), all'epoca rinomato centro musicale proprio per le esecuzioni di oratori. Conosciamo pochi particolari circa l'esatta attività di Aliotti in questa città, sappiamo però che in casa della nobile famiglia Maidalchini Bevilacqua egli concertò un oratorio di Alessandro Melani. 
Aliotti lasciò comunque Ferrara nel 1677 per ricoprire il più prestigioso ruolo di maestro di cappella del Duomo di Spoleto, incarico che mantenne fino al 1678. Di questi due anni non conosciamo nulla, se non la notizia che a Spoleto venne assunto come organista il fratello del compositore, Padre Andrea Aliotti, anch'egli appartenente all'ordine francescano.
Nel dicembre 1679 la sua presenza è documentata a Palermo e per i successivi dieci anni egli rappresenterà una delle figure di maggior spicco della vita musicale cittadina. Egli ricoprì infatti l'incarico di maestro di cappella di alcune delle più importanti istituzioni musicali-religiose del capoluogo siciliano: dalla cappella del Duomo (dal 1681 al 1682) a quella del Senato e dei Padri Gesuiti (dal 1680 al 1690). È noto, inoltre, che Aliotti risulta essere uno dei fondatori dell'Unione de' Musici di Palermo, un'associazione che raccoglieva coloro che svolgevano la professione di musicista in città.
Dopo il 1688 non abbiamo più notizie di Aliotti, nell'elenco dei Musici che risultavano aggregati all'Unione palermitana nel 1693 non v'è traccia del suo nome, mentre l'anno successivo compare quello del fratello, indiretta testimonianza della morte di Aliotti attorno al 1690.

## Composizioni

### Oratori
- La morte di Sant'Antonio di Padova (Padova, 1674 e Palermo, 1682)
- Il trionfo della morte per il peccato d'Adamo (Ferrara, 1677; Palermo, 1682 e Modena, 1685)
- David penitente (Ferrara, 1677)
- Il Sansone (Palermo, 1686 e Modena, 1688)
- Santa Rosalia (Palermo, 1687 e Modena, 1688)

### Dialoghi
- Amore e fede alla mensa nella conversione di Santa Maria Maddalena (Palermo, 1680)
- Il sagrificio d'Abramo figura dell'Eucaristico (Palermo, 1680 e 1685)
- L'arca simbolo de la croce (Palermo, 1680)
- Begorre alla fede (Palermo, 1681)
- La fe' trionfante per l'heresia soggiogata da Sant'Antonio di Padua (Palermo, 1681)
- Il trionfo della virtù per le glorie di questa felice e fedelissima città di Palermo (Palermo, 1681)
- Per il nuovo Teatro della musica fabricato d'ordine dell'illustissimo Senato della felice e fidelissima città di Palermo (Palermo, 1682)